# Шаштепа

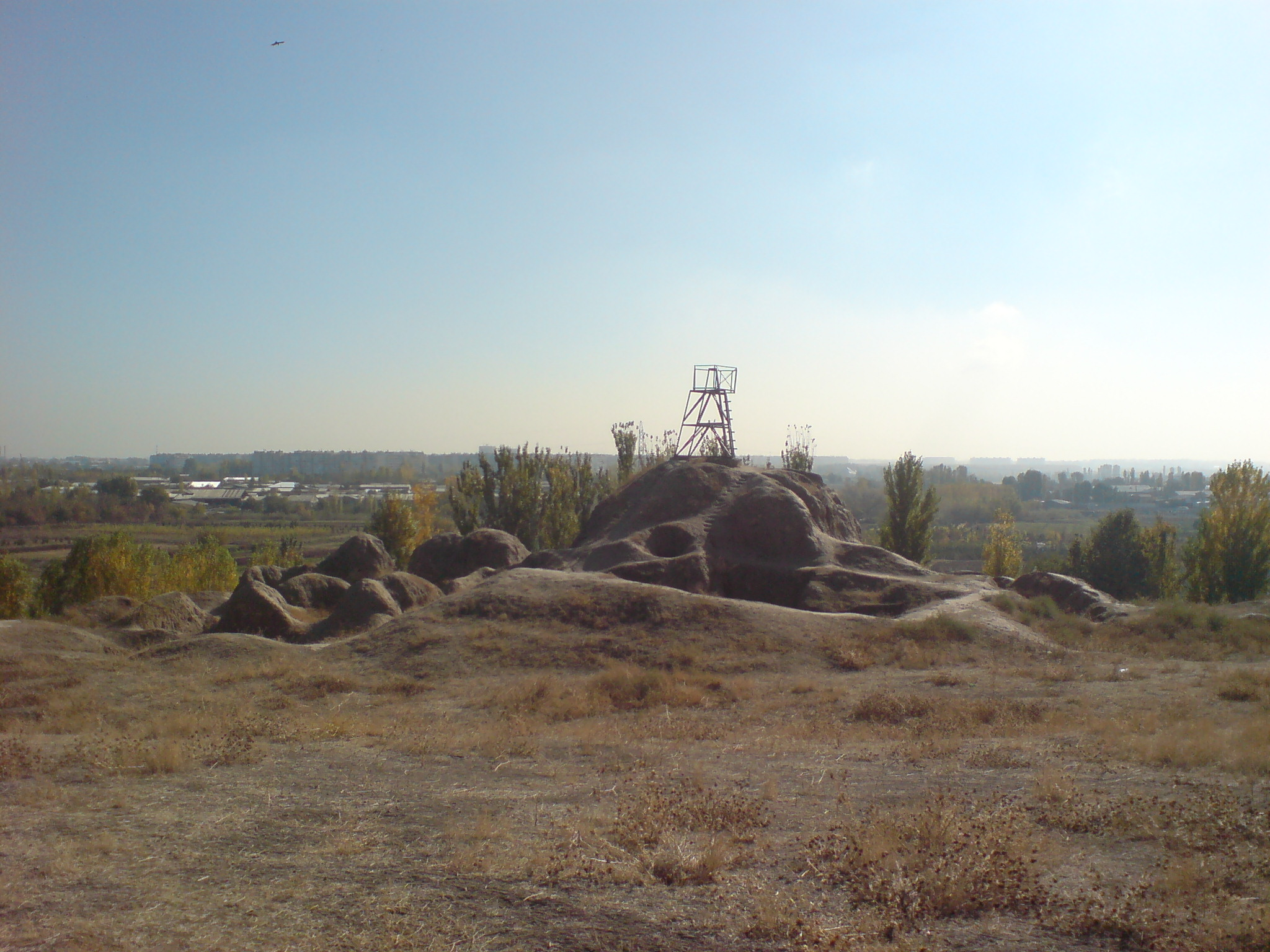
Общий вид «дворца» в Шаштепа

Шаштепа́ — городище, расположенное в южной части Ташкента, на протоке (канале) Джун, недалеко от улицы Чаштепинской.
Наиболее ранние находки здесь по данным археологов датируются III веком до н. э.
В настоящее время считается наиболее ранним поселением на территории современного Ташкента, от даты существования которого и решено отсчитывать возраст современного Ташкента.

## Описание городища

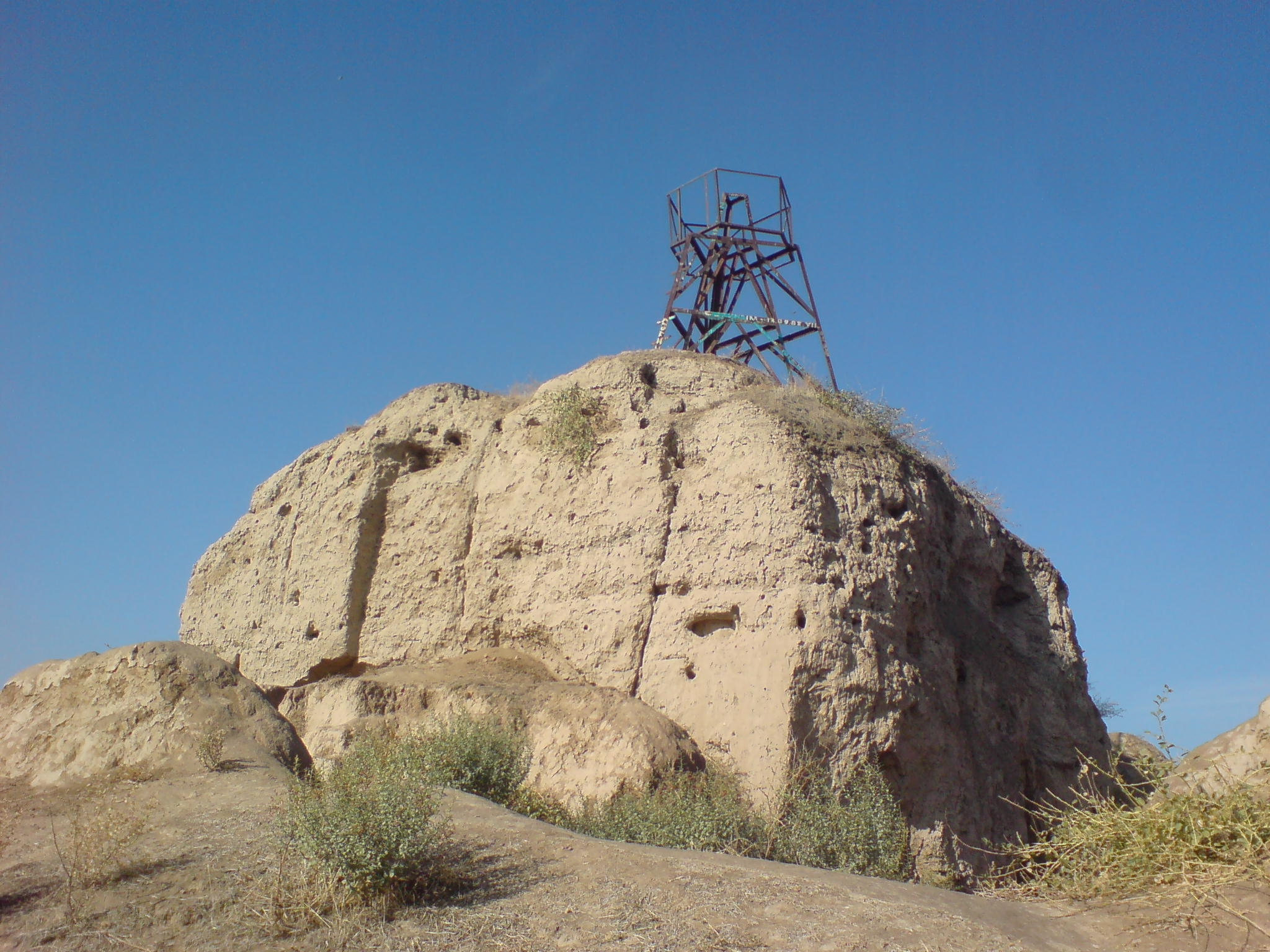
Цитадель-замок

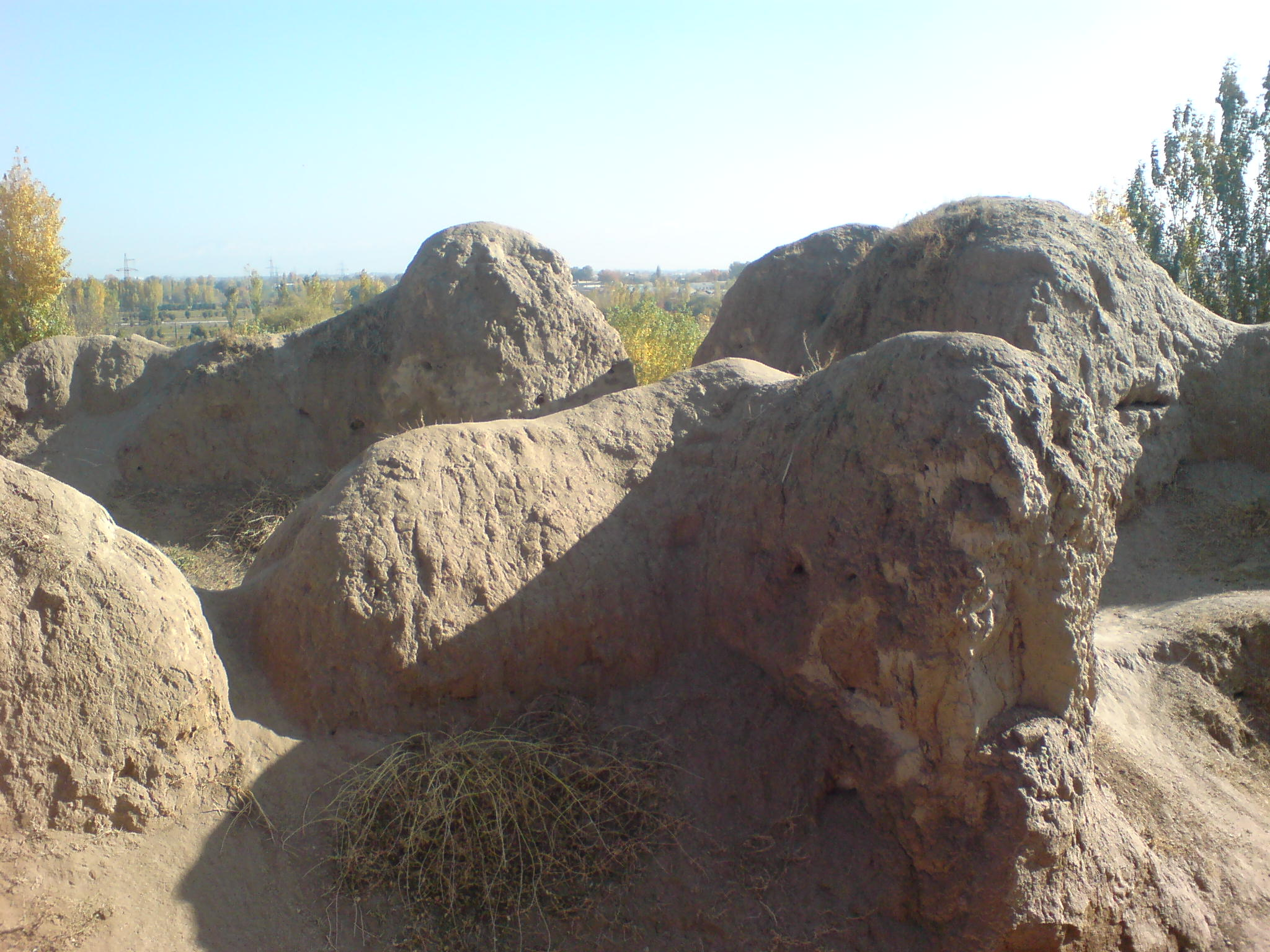

Изученная площадь городища около 25 гектаров. В настоящее время на Шаштепа сохранилась только возвышенная часть — цитадель двенадцати метров в высоту. Остальная часть городища в настоящее время занята современной застройкой.

## Историческая справка
Первые поселения на территории Чача относятся к так называемой бургулюкской культуре. Первые поселения этой культуры возникли здесь в IX—VII веках до нашей эры — в эпоху бронзы — вдоль среднего течения реки Ахангаран. К одному из таких поселений и относится городище Шаштепа. Бургулюкцы жили в полуземляночных поселениях и не знали архитектуры. Внутри их овальных землянок размерами три на два метра под крышами из ветвей деревьев были очаги, сооруженные из кирпичей, жаровни. В них обнаружены серпы — местные жители выращивали зерновые культуры — ячмень, пшеницу, имели круглодонную керамическую посуду — миски, котлы, делали ткани из луба, шерсти, кенафа, хлопка ещё не знали. Их культура уникальна и легко узнаваема. В VII—VI веках до нашей эры по неизвестным причинам поселения пустеют.
В III веке до нашей эры на этой территории появились кочевники, но из следов их пребывания здесь сохранились только некрополи. Их могилы были врезаны прямо в заброшенные землянки бургулюкцев. Это были прямоугольные ямы до двух метров длиной, где на подстилках из камыша лежали покойники. По найденным артефактам было установлено, что оставившие их племена пришли сюда из районов Приуралья и Поволжья, где обитали сарматы.